# 2027
L'any 2027 serà un any normal començat un divendres. En el calendari gregorià, és el 2027è any de l'Era comuna o de l'Era cristiana, el 27è any del tercer mil·lenni i del segle xxi i el 8è any de la dècada del 2020.

## Esdeveniments
Països Catalans
- 1 d'octubre - desè aniversari del referèndum sobre la independència de Catalunya de l'1 d'octubre.[1]
- 27 d'octubre, desè aniversari de la data en què el ple del Parlament de Catalunya declarà la independència de Catalunya i es formà la República de Catalunya, aprovada amb 70 vots a favor, 2 vots en blanc i 10 vots en contra. Mentrestant el Senat d'Espanya aprovà l'ús del 155 i convoca les eleccions el 21 de desembre de 2017.[2]

Món
- 2 d'agost – eclipsi total de sol de 6 minuts i 23 segons.
- 7 d'agost – L'asteroide (137108) 1999 AN10 passarà a 388,960 km (0.0026 ua) de la Terra.
- Al Japó, la JR Central començarà a operar la línia de tren Chūō Shinkansen entre l'estació de Shinagawa (Tòquio) i l'estació de Nagoya a través de levitació magnètica[3]

### Política i eleccions
A la primavera tindran lloc les eleccions al Consell General d'Andorra de 2027 i al maig, les eleccions municipals espanyoles de 2027.

## Naixements
Països Catalans
Resta del món

## Necrològiques
Països Catalans
Resta del món